# Hernâni (ur. 1984)
Hernâni José da Rosa (ur. 3 lutego 1984 w Antônio Carlos) – brazylijski i polski piłkarz występujący na pozycji środkowego obrońcy.

## Kariera
Hernâni rozpoczynał karierę sportową jako bokser tajski. W tej dyscyplinie startował wyłącznie jako amator i nie osiągnął wielu sukcesów. Później poświęcił się karierze piłkarskiej, zostając zawodnikiem Grêmio, w którym rozegrał jednak tylko jeden oficjalny mecz, po czym został sprzedany do prowincjonalnego klubu Avaí FC. W marcu 2004 roku został sprowadzony przez Marka Koźmińskiego do zarządzanego przez niego pierwszoligowego Górnika Zabrze. Latem 2005 roku Brazylijczyk przeniósł się do Korony Kielce. Jego przejście do złocisto-krwistych nie odbyło się bez incydentów. Już w trakcie letniej przerwy, chuligani identyfikujący się z kieleckim klubem, protestowali z powodów rasistowskich przeciwko transferowi. Negatywne wystąpienia nasiliły się podczas inauguracyjnego meczu z Cracovią (0:0). Sprawców tego zajścia wykryto i zakazano wejścia na stadion w Kielcach. Mimo tej sprawy, Hernâni cieszył się wielką popularnością wśród większości kibiców kieleckiej drużyny.
Od 2012 do 2015 roku był zawodnikiem Pogoni Szczecin, z którą w sezonie 2011/2012 wywalczył awans do Ekstraklasy.
W 2017 dołączył do V-ligowej Kalwarianki Kalwaria Zebrzydowska.
W 2019 roku został zawodnikiem IV-ligowego GKS Glinik Gorlice.

## Statystyki kariery
Aktualne na dzień 12 czerwca 2015 roku
| Klub              | Sezon             | Liga              | Liga  | Liga   | Puchar Polski | Puchar Polski | Puchar Ekstraklasy | Puchar Ekstraklasy | Suma  | Suma   |
| Klub              | Sezon             | Liga              | Mecze | Bramki | Mecze         | Bramki        | Mecze              | Bramki             | Mecze | Bramki |
| ----------------- | ----------------- | ----------------- | ----- | ------ | ------------- | ------------- | ------------------ | ------------------ | ----- | ------ |
| Górnik Zabrze     | 2003/04           | I liga            | 6     | 0      | 0             | 0             | –                  | –                  | 6     | 0      |
| Górnik Zabrze     | 2004/05           | I liga            | 25    | 0      | 6             | 0             | –                  | –                  | 31    | 0      |
| Górnik Zabrze     | Ogółem w Górniku  | Ogółem w Górniku  | 31    | 0      | 6             | 0             | 0                  | 0                  | 37    | 0      |
| Korona Kielce     | 2005/06           | I liga            | 26    | 1      | 6             | 0             | –                  | –                  | 32    | 1      |
| Korona Kielce     | 2006/07           | I liga            | 21    | 0      | 5             | 0             | 4                  | 0                  | 30    | 0      |
| Korona Kielce     | 2007/08           | I liga            | 15    | 0      | 0             | 0             | 2                  | 0                  | 17    | 0      |
| Korona Kielce     | 2008/09           | I liga            | 25    | 2      | 1             | 0             | –                  | –                  | 26    | 2      |
| Korona Kielce     | 2009/10           | Ekstraklasa       | 29    | 1      | 5             | 0             | –                  | –                  | 34    | 1      |
| Korona Kielce     | 2010/11           | Ekstraklasa       | 26    | 0      | 2             | 0             | –                  | –                  | 28    | 0      |
| Korona Kielce     | 2011/12           | Ekstraklasa       | 12    | 0      | 1             | 0             | –                  | –                  | 13    | 0      |
| Korona Kielce     | Ogółem w Koronie  | Ogółem w Koronie  | 154   | 4      | 20            | 0             | 6                  | 0                  | 180   | 4      |
| Pogoń Szczecin    | 2011/12           | I liga            | 12    | 0      | 0             | 0             | –                  | –                  | 12    | 0      |
| Pogoń Szczecin    | 2012/13           | Ekstraklasa       | 20    | 2      | 1             | 0             | –                  | –                  | 21    | 2      |
| Pogoń Szczecin    | 2013/14           | Ekstraklasa       | 18    | 0      | 1             | 0             | –                  | –                  | 19    | 0      |
| Pogoń Szczecin    | 2014/15           | Ekstraklasa       | 22    | 1      | 1             | 0             | –                  | –                  | 23    | 1      |
| Pogoń Szczecin    | Ogółem w Pogoni   | Ogółem w Pogoni   | 72    | 3      | 3             | 0             | 0                  | 0                  | 75    | 3      |
| Ogółem w karierze | Ogółem w karierze | Ogółem w karierze | 253   | 7      | 29            | 0             | 6                  | 0                  | 288   | 7      |

## Życie prywatne
W czerwcu 2008 roku wziął ślub z Polką. W styczniu 2011 roku zostało mu przyznane polskie obywatelstwo.